# Аралтобе (Кербулакский район)
Аралтобе (каз. Аралтөбе) — село в Кербулакском районе Жетысуской области Казахстана. Входит в состав Шубарского сельского округа. Код КАТО — 194667200.

## История
Постановлением Военного совета от 17.02.1917 года станица Фольбаумовская переименована Соколов-Соколинскую.

## Население
В 1999 году население села составляло 625 человек (309 мужчин и 316 женщин). По данным переписи 2009 года, в селе проживали 604 человека (300 мужчин и 304 женщины).